# 내도동 알작지왓
내도동 알작지왓은 제주특별자치도 제주시 내도동 533-3지선 공유수면에 있다. 2013년 11월 15일 제주특별자치도의 향토유산 제4호로 지정되었다.

## 지정 사유
몽돌(모가 나지 않은 둥근 돌)로 이루어진 해변으로 제주에서 유일하게 자갈로 이루어진 지역임. 독특한 경관적 가치와 외도동 일대의 지질학적 특성을 잘 보여주는 곳이며, 이곳에 분포하는 자갈돌은 흐르는 물의 높은 유속에너지에 의해 만들어지고 있는데, 이는 과거 50만년전 외도동 일대에 현재보다 더 규모가 큰 하천이 존재했음을 증명하고 있다.